# Destination-Nunatakker
Die Destination-Nunatakker (von englisch destination ‚Reiseziel, Bestimmungsort‘) sind eine Gruppe von Berggipfeln und Nunatakkern im ostantarktischen Viktorialand. Sie erstrecken sich im Nordosten des Evans-Firnfelds über eine Länge von 14,5 km und eine Breite von 6,5 km. Zu ihnen gehören der Sphinx Peak, der Andrews Peak, der Gebirgskamm Mummy Ridge und einige im Nordwesten gelegene unbenannte Nunatakker.
Die Gruppe wurde bei einer zwischen 1970 und 1971 dauernden Kampagne im Rahmen der neuseeländischen Victoria University’s Antarctic Expeditions erkundet. Ihren Namen erhielten sie in Anlehnung an den Umstand, dass die Nunatakker nahe dem nördlichen Zielgebiet der Forschungsreise lagen. Das New Zealand Antarctic Place-Names Committee und das US-amerikanische Advisory Committee on Antarctic Names übernahmen die Benennung 1985 für die hier beschriebene Gruppe, anders als in einigen Landkarten, in denen nur zwei Nunatakkern im Südosten dieser Gruppe der Name zugewiesen ist.